# Running Target
Running Target è un film del 1956 diretto da Marvin R. Weinstein.
È un western statunitense ambientato tra le Montagne Rocciose in Colorado con Doris Dowling, Arthur Franz e Richard Reeves. È basato sul racconto breve del 1953 My Brother Down There di Steve Frazee, pubblicato su Queen's Mystery Magazine nel numero di aprile del 1953. Dopo l'uscita del film, lo scrittore trasformò il racconto in un romanzo, pubblicato nel 1957 con lo stesso titolo del film..  

## Produzione
Il film, diretto da Marvin R. Weinstein su una sceneggiatura dello stesso Weinstein e di Jack Couffer e Conrad L. Hall e un soggetto di Steve Frazee, fu prodotto da Couffer per la Canyon Productions e girato a Romley, Colorado, nella seconda metà di agosto del 1955. Il titolo di lavorazione fu Summer Game. Il brano della colonna sonora Summer Game fu composto da Fred Jordan (parole) e Ernest Gold (musica).

## Distribuzione
Il film fu distribuito negli Stati Uniti nel novembre del 1956 al cinema dalla United Artists.